# جوجو بطل الحكاية
جوجو بطل الحكاية (بالإنجليزية: Gerald McBoing-Boing)‏ مسلسل رسوم متحركة كندي أمريكي من إنتاج شركة دريم وركس كلاسيك وكوكي جار قروب عرض لأول مره في 22 أغسطس 2005 واستمر عرضه حتى 28 نوفمبر 2007. تمت دبلجته المسلسل للغة العربية وعرض على قناة كرتون نتورك بالعربية في فقرة كارتونيتو الموجهة للأطفال

## الأصوات العربية
- جمانة الزنجي - الراوية
- ربيع بحر صافي - اب جوجو
- رنا الرفاعي - جميل (صديق جوجو)
- أسمهان بيطار - ياسمين (صديقة جوجو)

## روابط خارجية
- رشاد الفصيح على موقع IMDb (الإنجليزية)
- رشاد الفصيح على موقع كينوبويسك (الروسية)
- رشاد الفصيح على موقع ألو سيني (الفرنسية)
- رشاد الفصيح على موقع قاعدة بيانات الفيلم (الإنجليزية)